# Medicago pironae
Medicago pironae är en ärtväxtart som beskrevs av Roberto de Visiani. Medicago pironae ingår i släktet luserner, och familjen ärtväxter. IUCN kategoriserar arten globalt som nära hotad. Inga underarter finns listade i Catalogue of Life.